# Faraoani, Cetatea Albă
Faraoani (în rusă Фараоновка, transliterat: Faraonovka, în ucraineană Фараонівка, transliterat: Faraonivka) este un sat în comuna Păuleni din raionul Cetatea Albă, regiunea Odesa, Ucraina. Are 1.890 locuitori, preponderent români.
Satul este situat la o altitudine de 43 m, în partea nord-vestică a raionului Sărata, la mică distanță de frontiera dintre Ucraina și Republica Moldova. Teritoriul localității este străbătut de râul Babei, care se varsă în râul Sărata în apropierea satului Moruzeni (Raionul Sărata). El se află la o distanță de 36 km nord de centrul raional și stația de cale ferată Sărata.
De această comună depinde administrativ satul Moruzeni.

## Istoric
Prin Tratatul de pace de la București, semnat pe 16/28 mai 1812, între Imperiul Rus și Imperiul Otoman, la încheierea războiului ruso-turc din 1806 – 1812, Rusia a ocupat teritoriul de est al Moldovei dintre Prut și Nistru, pe care l-a alăturat Ținutului Hotin și Basarabiei/Bugeacului luate de la turci, denumind ansamblul Basarabia (în 1813) și transformându-l într-o gubernie împărțită în zece ținuturi (Hotin, Soroca, Bălți, Orhei, Lăpușna, Tighina, Cahul, Bolgrad, Chilia și Cetatea Albă, capitala guberniei fiind stabilită la Chișinău).
Satul Faraoani a fost înființat în anul 1832 de către țărani moldoveni iobagi fugiți de pe moșii, pe locul unei tabere a țiganilor nomazi.
În urma Tratatului de la Paris din 1856, care încheia Războiul Crimeii (1853-1856), Rusia a retrocedat Moldovei o fâșie de pământ din sud-vestul Basarabiei (cunoscută sub denumirea de Cahul, Bolgrad și Ismail). Satul Faraoani a rămas în continuare pe teritoriul Rusiei.
După Unirea Basarabiei cu România la 27 martie 1918, satul Faraoani a făcut parte din componența României, în Plasa Volintiri a județului Cetatea Albă. Pe atunci, majoritatea populației era formată din români, existând și comunități de ruși și bulgari. La recensământul din 1930, s-a constatat că din cei 2.394 locuitori din sat, 1.903 erau români (79.49%), 389 ruși (16.25%), 62 bulgari (2.59%), 19 germani, 16 evrei și 5 ucraineni.
Ca urmare a Pactului Ribbentrop-Molotov (1939), Basarabia, Bucovina de Nord și Ținutul Herța au fost anexate de către URSS la 28 iunie 1940. După ce Basarabia a fost ocupată de sovietici, Stalin a dezmembrat-o în trei părți. Astfel, la 2 august 1940, a fost înființată RSS Moldovenească, iar părțile de sud (județele românești Cetatea Albă și Ismail) și de nord (județul Hotin) ale Basarabiei, precum și nordul Bucovinei și Ținutul Herța au fost alipite RSS Ucrainene. La 7 august 1940, a fost creată regiunea Ismail, formată din teritoriile aflate în sudul Basarabiei și care au fost alipite RSS Ucrainene .
În perioada 1941-1944, toate teritoriile anexate anterior de URSS au reintrat în componența României. Apoi, cele trei teritorii au fost reocupate de către URSS în anul 1944 și integrate în componența RSS Ucrainene, conform organizării teritoriale făcute de Stalin după anexarea din 1940, când Basarabia a fost ruptă în trei părți. Un număr de 154 localnici au luptat în cel de-al doilea război mondial, 53 dintre ei murind pe front. În timpul războiului, profesorul M.I. Zelenin a adăpostit în casa sa doi spioni sovietici; fiind descoperit, a fost arestat și condamnat la moarte, dar a reușit să fugă.
În anul 1954, Regiunea Ismail a fost desființată, iar localitățile componente au fost incluse în Regiunea Odesa. Între anii 1967-1977, s-au construit în sat 236 de case individuale și cu două etaje.
Începând din anul 1991, satul Faraoani face parte din raionul Sărata al regiunii Odesa din cadrul Ucrainei independente. În prezent, satul are 1.890 locuitori, preponderent români.

## Economie
Locuitorii satului Faraoani se ocupă în principal cu agricultura și cu creșterea oilor. De asemenea, funcționează un combinat vinicol, o moară și o fabrică de cherestea.
În sat există o Casă de Cultură, cu o sală cu 360 de locuri, două biblioteci, un dispensar, o grădiniță, cinci magazine, un oficiu poștal și o agenție bancară.

## Demografie
Componența lingvistică a localității Faraoani
     Română (74,81%)
     Rusă (16,3%)
     Ucraineană (7,83%)
     Alte limbi (0,37%)
Conform recensământului din 2001, majoritatea populației localității Faraoani era vorbitoare de română (74,81%), existând în minoritate și vorbitori de rusă (16,3%) și ucraineană (7,83%).
1930: 2.394 (recensământ) 
2001: 1.890 (recensământ)

## Obiective turistice
- Monumentul lui V.I. Lenin
- Monumentul eroilor sovietici din Marele Război pentru Apărarea Patriei

## Personalități născute aici
- Mihail Grecu (1916 - 1998), pictor moldovean.